# شان فوستر
شان فوستر (بالإنجليزية: Shan Foster)‏ مواليد 20 أغسطس 1986 في مسيسيبي، هو لاعب كرة سلة أمريكي سابق. بدأ مسيرته الاحترافية في سنة 2008. تم اختياره من قبل فريق دالاس مافيريكس خلال الدرافت. يبلغ طوله 6 قدم 6 بوصة (2.0 م). اعتزل اللعب في 2013.

## روابط خارجية
- شان فوستر على موقع كرة السلة الأوروبية.كوم (الإنجليزية)
- شان فوستر على موقع إي إس بي إن.كوم (الإنجليزية)
- شان فوستر على موقع كلية كرة السلة في سبورتس رفرنس.كوم (الإنجليزية)
- شان فوستر على موقع ريلجم (الإنجليزية)
- شان فوستر على موقع بروبوليرز (الإنجليزية)
- شان فوستر على موقع سبورتس رفرنس (الإنجليزية)
- شان فوستر على موقع سبورتس رفرنس (الإنجليزية)